# Mesdagpolder
De Mesdagpolder is een voormalig waterschap in de provincie Groningen.
Het waterschap was gelegen ten westen van het Aduarderdiep en ten zuiden van de Friesestraatweg. Het loosde zijn water op het diep door middel van een duiker (pomp), waarvoor een gemetselde kistdam (stuw) was aangebracht.
Waterstaatkundig gezien ligt het gebied sinds 1995 binnen dat van het waterschap Noorderzijlvest.